# 最亮團星系

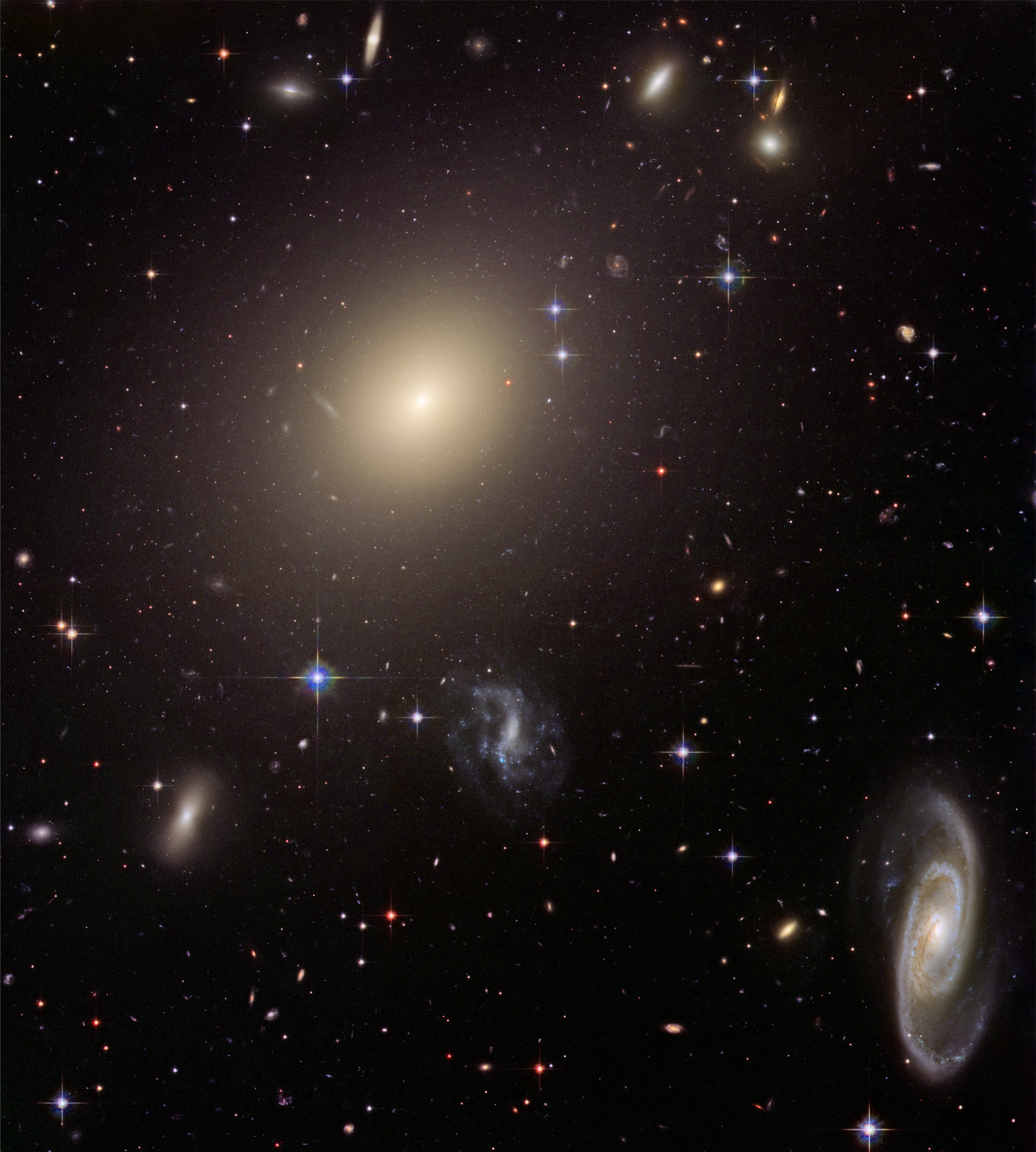
來自NASA哈伯太空望遠鏡的影像顯示在半人馬座，距離4億5千萬年遠的星系團艾伯耳 S740。巨大的橢圓星系ESO 325-G004朦朧的出現在星系團的中心，這個最明亮的星系團星系（BCG）質量是太陽的一億倍。

最亮團星系（BCG）被定義為一個星系團中最明亮的星系，它們包含宇宙中質量最巨大的星系。它們通常都是橢圓星系，並且緊挨在宿主星系團的幾何中心和運動學中心，因此位於勢阱的最底部；它們一般也與星系團的X射線輻射的峰值位置一致。
它們的亮度，加上在光度上的變化微小，使它們成為在距離測量上優秀的標準燭光。
形成BCG的過程包括：
- 冷卻的流程 — 恆星形成於中心冷卻的流程中，在高密度的X射線星系暈的中心冷卻。對BCG的累積密度研究[1]已經對這種理論表示懷疑，而且天文學家在輻射性冷卻的星系群中也未看見冷卻流程的證據[2]。剩餘的兩種理論顯示出有這較為健康的願景。
- 星系吞噬 — 由於動態摩擦和潮汐剝離使星系沉降至星系團的中心[3]。
- 星系合併 — 當星系團崩潰時，在數個星系之間發生的快速合併[4]。

在考慮BCG形成的週期中，吞噬模型和合併模型是可能有所區別的。在吞是模型中，在演變的星系團中有許多的小星系；而在合併模型中，由於星系團的崩潰，一個巨大的宇宙級模型被期待著。合併模型是現在最被接受並被認為是最可能的一種。
BCG還可以分成許多不同類型的星系：巨大橢圓星系（gE）、D星系和cD星系。cD和D星系兩者都展現出一列散開的外層環繞著如同正規的橢圓星系的類似橢圓星系的核心。BCG的光度輪廓可以利用Sersic表面亮度法則做很好的描述。